# John Wiley & Sons
John Wiley & Sons is een Amerikaanse uitgeverij van met name educatieve en wetenschappelijke uitgaven. Het bedrijf produceert onder andere boeken, trainingsmateriaal en onderwijsmateriaal gericht op zowel professionals als studenten in het hoger onderwijs en onderzoekers op het gebied van wetenschap, techniek en geneeskunde.

## Geschiedenis
John Wiley & Sons werd in 1807 opgericht door Charles Wiley. Het bedrijf begon als een kleine drukkerij in Manhattan en diende als vaste uitgever voor de werken van onder James Fenimore Cooper, Washington Irving, Herman Melville en Edgar Allan Poe. Verder werden er religieuze werken en andere non-fictie-titels gedrukt.
Tijdens de tweede industriële revolutie ging Wiley zich toeleggen op wetenschappelijke en technische werken. Charles Wiley's zoon John nam na de dood van zijn vader in 1826 de zaak over. In 1876 kreeg de uitgeverij haar huidige naam toen Johns tweede zoon, William H. Wiley, samen met zijn broer Charles de zaak ging runnen.
In de 20e eeuw breidde de uitgeverij haar terrein uit naar het hoger onderwijs. Sinds de instelling van de Nobelprijs in 1901 heeft John Wiley & Sons de werken van vele honderden Nobelprijswinnaars gepubliceerd.
John Wiley & Sons is een van de oudste onafhankelijke uitgeverijen ter wereld en de producten worden wereldwijd verspreid. Hoewel de uitgeverij inmiddels grotendeels gerund wordt door een onafhankelijk managementteam en raad van bestuur, is de familie Wiley er nog altijd bij betrokken. Jesse Wiley, de zevende generatie van de familie in het bedrijf, is sinds 2012 niet-uitvoerend voorzitter.

## Activiteiten
John Wiley & Sons is een grote wetenschappelijke uitgever. In 2024 was de omzet 1,8 miljard Amerikaanse dollar, waarvan de helft in de Verenigde Staten werd gerealiseerd. Het bedrijf heeft een gebroken boekjaar dat per 30 april stopt.
De activiteiten zijn opgesplitst in twee hoofdonderdelen:
- Research: Dit onderdeel levert informatie, in digitale en gedrukte vorm, aan onderzoekers, professionals en studenten. Het levert ruim 1900 wetenschappelijke, technische, medische en wetenschappelijke publicaties aan academische, bedrijfs- en overheidsbibliotheken, wetenschappelijke instellingen en individuele onderzoekers en professionals. Dit onderdeel maakt iets meer dan de helft van de totale omzet uit.
- Learning: Dit segment omvat wetenschappelijke, professionele en educatieve boeken en digitaal cursusmateriaal. De informatie wordt vooral gebruikt in het bedrijfsleven, hogescholen en universiteiten. Belangrijke onderwerpen zijn financiën, boekhouding, management, leiderschap, technologie, gedragsgezondheid, techniek, architectuur, wetenschap en geneeskunde.

In het derde en het laatste onderdeel Held for Sale or Sold zijn activiteiten opgenomen die in de verkoop staan of reeds zijn verkocht maar nog niet afgewikkeld. Het besluit hiertoe viel medio 2023 mede omdat de winstmarges ver onder die van de twee resterende activiteiten liggen. Hieronder vallen University Services, Wiley Edge, CrossKnowledge en nog wat kleinere activiteiten. In 2024 had dit onderdeel nog een omzetaandeel van 13%, maar dit zal afnemen al gelang de verkopen vorderen. Het grote nettoverlies in 2023/24 was met name een uitvloeisel van dit besluit.
In 2024 werd veruit het grootste deel van de omzet behaald met publicaties in een digitaal formaat, dit heeft de traditionele gedrukte informatie doen afnemen.
Tot de bekendste titels en merken van John Wiley & Sons behoren Voor Dummies, Frommer's, Webster's New World, Jossey-Bass, Pfeiffer, CliffsNotes, Betty Crocker, Wrox Press, J.K. Lasser, Sybex, Fisher Investments Press, en Bloomberg Press.
Wiley heeft contracten met Microsoft, CFA Institute, The Culinary Institute of America, het American Institute of Architects, de National Geographic Society, en het Institute of Electrical and Electronics Engineers (IEEE). Sinds de fusie met Blackwell publiceert Wiley ook wetenschappelijke tijdschriften voor meer dan 700 partners wereldwijd, waaronder de New York Academy of Sciences, American Cancer Society, The Physiological Society, British Ecological Society, American Association of Anatomists, en The London School of Economics and Political Science.
Vanaf 1995 staan de aandelen genoteerd aan de New York Stock Exchange. Er zijn twee aandelenklassen. De B-aandelen hebben één stemrecht per aandeel en de A-aandelen slechts een-tiende stemrecht. Per 30 april 2024 stonden er 45 miljoen A-aandelen uit en negen miljoen B-aandelen.